# Ahmed Hassanein
Ahmed Mohamed Hassanein (ur. 31 października 1889 w Kairze, zm. 19 lutego 1946 tamże) – egipski szermierz, członek egipskiej drużyny olimpijskiej w 1920 oraz 1924.
Oficjalny raport z 1912 r. wymienia Ahmeda Mohameda Hassaneina jako reprezentanta Egiptu w indywidualnych zawodach floretowych i szpadowych, ale oficjalny raport nie rozróżnia uczestników, a nie przedstawiono żadnych dowodów na to, że Hassanein rzeczywiście rywalizował. Jednak egipski Komitet Olimpijski, który powstał w 1910 roku, uważa go za swojego pierwszego olimpijczyka. Oprócz kariery szermierza był również dyplomatą, politykiem oraz odkrywcą geograficznym.

## Biografia
Urodził się jako syn profesora Uniwersytetu Al-Azhar. Studiował na Balliol College. Później został korepetytorem władcy Egiptu - Faruka I ucząc go języka arabskiego.
Podczas wyprawy przez Pustynię Libijską w 1923 r. Ahmed Hassanein przekroczył region broniony przez fundamentalnych Sanusijja. Pierwsza podróż Hassaneina odbyła się do Kufry – stolicy Sanusijja. Podróż prawie zakończyła się katastrofą, ponieważ towarzyszka podróży Rosita Forbes popełniła błąd podczas czytania kompasu. W grudniu 1922 roku Hassanein rozpoczął nową wyprawę naukową z Sallum. Rejestrował odległości, robił zdjęcia, pobierał próbki, pisał swój dziennik i wchodził w interakcje ze spotkanymi w czasie podróży ludźmi, aby dowiedzieć się więcej o ich tradycjach, miejscach zamieszkania i zjawiskach przyrodniczych. Poprawił położenie swojego celu podróży - Kufry na mapach, a w kulminacyjnym punkcie swojej wyprawy odkrył nieznane dotąd źródła wody - tzw. zaginione oazy Dżabal al-Uwajnat i Dżabal Arkenu, które otworzyły nowe trasy przez Saharę z Kufry do Sudanu.  Podczas podróży robił zdjęcia znaczących dzieł sztuki naskalnej.
We wrześniu 1924 jego raport został opublikowany w National Geographic Magazine z 47 zdjęciami i mapą. Jego książka The Lost Oases została opublikowana w następnym roku w języku angielskim angielsku, a później po arabsku i niemiecku. Prace Ahmeda Hassaneina oparte na jego podróżach obejmują m.in.: dokładną mapę nieznanego wówczas regionu, opartą na technikach astrofixingu i triangulacji, pisma o historii i tradycjach izolowanej i niezależnej sekty Sanusijja w Libii, szeroko publikowany pamiętnik; kolekcję geologiczną, oraz tysiące zdjęć i godzin nagrań. Został uhonorowany tytułem beja i prestiżowym Złotym Medalem Założycieli Brytyjskiego Królewskiego Towarzystwa Geograficznego w 1924 roku.